# Cánh cửa bí mật
Cánh cửa bí mật (tựa gốc: Foreign Exchange) là một loạt phim truyền hình sản xuất bởi công ty sản xuất chương trình truyền hình Southern Star Úc hợp tác cùng đài truyền hình Ireland RTÉ. Phim đã được chiếu trên kênh Nine Network từ 5 tháng 11 đến 27 tháng 12 năm 2004. Tại Việt Nam, bộ phim này đã được chiếu trên kênh VTV1 của Đài Truyền hình Việt Nam mùa hè năm 2007. Bộ phim kể về câu chuyện Hannah O'Flaherty, một nữ sinh 15 tuổi của một trường trung học ở Ireland, và Brett Miller, một chàng trai thiếu niên cùng tuổi ở Úc, mặc dù không quen biết nhau và gần như ở hai cực địa cầu nhưng họ đã gặp được nhau qua một cánh cửa bí mật.

## Thông tin
Kịch bản phim viết bởi tác giả người Úc John Rapsey, đạo diễn là Annie Murtagh-Monks và Gillian Reynolos.
Phim đã được quay ở cả 2 nước Ireland và Úc. Địa điểm quay tại Ireland là CastleHackett House, gần thị trấn Tuam, Hạt Galway, Ireland; còn tại Úc là bãi biển Cottesloe ở Perth, Tây Úc.

## Nội dung
Brett Miller, một thiếu niên, sống cùng mẹ và người cha dượng cùng hai con riêng của ông trong một ngôi nhà bên bờ biển ở Perth, Úc. Brett có mâu thuẫn nhỏ với người anh con cha dượng mình nên phải dọn xuống tầng hầm ở và biến nó thành phòng ngủ riêng. Trong khi dọn dẹp phòng ngủ mới, Brett vô tình phát hiện ra một hòn đá trong căn phòng, đồng thời cũng phát hiện ra nó khớp với một lỗ nhỏ trên tường của căn phòng. Anh lắp hòn đá vào lỗ, và khi xoay nó, một cánh cửa trên tường được mở ra cùng với ánh sáng chói lóa kì dị. Sau khi ném quả bóng qua để thử nghiệm, anh can đảm bước qua và nó đã dẫn anh đến tầng hầm tòa nhà trường trung học O'Keefes, một trường nội trú ở Galway, Ireland. Tại đây, anh gặp Hannah O'Flaherty, một học sinh của trường. Cô gái cũng bất ngờ khi biết rằng, nếu cô làm tương tự với hòn đá phía bên này cánh cửa, cô có thể rời khỏi sự xám xịt của mùa đông ở Ireland cũng như sự nghiêm khắc đến ngộp thở của nhà trường để đến với mùa hè cùng ánh nắng chói chang bên bờ biển Úc. Kể từ đó, hai người đã thường xuyên qua lại giữa Úc và Ireland, trải qua nhiều tình huống dở khóc dở cười xung quanh việc giải thích về sự xuất hiện của mỗi người ở bên kia bán cầu Trái Đất, cũng như bảo vệ bí mật về cánh cửa khỏi mọi người. Họ cũng đã khám phá ra nhiều bí mật khác về nguồn gốc cánh cửa. Cormac MacNamara, một "thiên tài khoa học", bạn học của Hannah đã phát hiện ra cánh cửa này ở cuối bộ phim.

## Danh sách nhân vật
- Hannah O'Flaherty (Lynn Styles)
- Brett Miller (Zachary Garred)
- Tara Keegan (Danielle Fox-Clarke)
- Cormac MacNamara (Robert Sheehan)
- Martin Staunton (Dan Colley)
- Wayne Payne (Joel Turner)
- Meredith Payne (Chelsea Jones)
- Jackie Miller-Payne (Kirsty Hillhouse)
- Craig Payne (Greg McNeill - trong danh sách diễn viên là Gregory O'Neill)
- Miss Murphy (Barbara Griffin)
- Seamus McCracken (Peter Dineen)

## Danh sách tập phim
Dưới đây là danh sách 26 tập đã phát sóng của loạt phim Cánh cửa bí mật:
1. "The Portal"
2. "Shark Alarm"
3. "Pride and Porridge"
4. "Magnetic Attraction"
5. "Father's Day"
6. "Home Alone"
7. "Lie Low"
8. "No Return"
9. "Photo Opportunity"
10. "A Load of Old Bull"
11. "Knockout"
12. "The Burglar"
13. "Another Fine Mess"
14. "Sticky Fingers"
15. "Sunburn"
16. "Tunnel Vision"
17. "Dog Down Under"
18. "Bottoms Up"
19. "Granny Gambit"
20. "Toy Soldier"
21. "Hostel"
22. "Book Launch"
23. "Born to Be Mild"
24. "True North"
25. "Heir Today, Gone Tomorrow"
26. "The Precious Book"